# Nom de code : Sacha

Nom de code : Sacha est un film français réalisé par Thierry Jousse et sorti en 2001.

## Synopsis
Fasciné par une strip-teaseuse qui se produit sous le nom de Sacha, Philippe, compositeur-parolier-chanteur, va tout faire pour l'approcher et la séduire. Il la suit, se renseigne sur elle, apprend qu'en réalité la jolie jeune femme porte le virginal prénom de Marie. La rencontre - et la séduction - se concrétiseront finalement, le timide Philippe s'avérant non un pervers sexuel mais un grand romantique tandis que la provocante une jeune femme  Sacha se montre sous son vrai jour, une artiste sensible qui n'a pas encore trouvé l'occasion de s'exprimer.

## Fiche technique
- Titre : Nom de code : Sacha
- Réalisation et scénario : Thierry Jousse
- Musique et chansons : Philippe Katerine
- Décors : Eric Barboza
- Costumes : Dorothée Guiraud
- Photographie : Olivier Chambon
- Son : Laurent Gabiot
- Montage : Tatjana Jankovic
- Sociétés de production : Les Productions Bagheera
- Société de distribution : Arte France (DVD)
- Pays d'origine :  France
- Langue : français
- Durée : 37 minutes
- Date de sortie : France - 2001
- Classification France : Tous publics, lors de sa sortie (visa N° 101260)
- Dates et leu de tournage : du 10 au 17 décembre 2000 à Pigalle

## Distribution
- Margot Abascal : Sacha / Marie
- Philippe Katerine : Philippe Katerine
- Eric Barboza : le barman
- Noël Akchoté : le patron du peep show
- Caroline Clairin : la vendeuse du peep show
- Thierry Jousse : le journaliste
- et la participation exceptionnelle d'Anna Karina : Anna Karina